# Comte de Shrewsbury
Le titre de comte de Shrewsbury est le titre le plus ancien encore actif de la pairie d'Angleterre, étant donné que le titre de comte d'Arundel est aujourd'hui lié au titre de duc de Norfolk. Les premiers comtes furent parfois désignés en tant que comte de Shropshire.
À la recréation du titre en 1442, le comte fut aussi créé comte de Waterford, dans la pairie d'Irlande, et Lord High Steward d'Irlande héréditaire. Les deux comtés ont toujours été unis jusqu'à présent.
Le titre est lié au comté de Shropshire, dont Shrewsbury est la ville principale.
Le siège des comtes fut Alton Towers, le plus célèbre des parcs à thème anglais, jusqu'à ce qu'il soit vendu au Tussauds Group. Aujourd'hui, leur siège est à Wanfield Hall dans le Staffordshire.

## Histoire du titre
La première création intervient en 1074 pour Roger II de Montgomery, l'un des principaux conseillers du Conquérant. Le titre est confisqué, en 1102, à Robert II de Bellême car il s'était rebellé contre Henri Ier.
Le titre fut créé une seconde fois en 1442 pour John Talbot, un général anglais de la guerre de Cent Ans. Il fut aussi fait comte de Waterford, dans la pairie d'Irlande, et Lord High Steward d'Irlande, les deux comtés ont toujours été unis jusqu'à présent.
En 1856, les comtés de Shrewsbury et Waterford passèrent à une branche de la famille qui tenait aussi les titres de comte Talbot et vicomte Ingestre, tous deux créés en 1784, et baron Talbot d'Hensol (créé en 1733), dans la pairie de Grande-Bretagne
À la cérémonie de couronnement des monarques britanniques, le comte de Shrewsbury est autorisé à tenir un bâton blanc, étant Lord High Stewart d'Irlande.

## Première création (1074)
- 1074-1094 : Roger II de Montgomery († 1094) ;
- 1094-1098 : Hugues de Montgomery († 1098). Fils du précédent ;
- 1098-1102 : Robert de Bellême (1052 – 1113), seigneur de Bellême. Frère aîné du précédent ;

Titre confisqué en 1102.

## Deuxième création (1442)

Blason de Talbot.

Blason de Talbot écartelé avec Chetwynd.

- 1442-1453 : John Talbot († 1453), général anglais ;
- 1453-1460 : John Talbot (1413 – 1460) ;
- 1460-1473 : John Talbot (1448 – 1473) ;
- 1473-1538 : George Talbot (1468 – 1538) ;
- 1538-1560 : Francis Talbot (1500 – 1560) ;
- 1560-1590 : George Talbot (1528 – 1590) ;
- 1590-1616 : Gilbert Talbot (1552 – 1616) ;
- 1616-1617 : Edward Talbot (1561 – 1617) ;
- 1617-1630 : George Talbot (en) (1567 – 1630) ;
- 1630-1654 : John Talbot (1601 – 1654) ;
- 1654-1667 : Francis Talbot (1623 – 1667) ;
- 1667-1718 : Charles Talbot (1660 – 1718), créé duc de Shrewsbury en 1694, titre éteint en 1718 ;
- 1718-1743 : Gilbert Talbot (1673 – 1743) ;
- 1743-1787 : George Talbot (ja) (1719 – 1787) ;
- 1787-1827 : Charles Talbot (ja) (1753 – 1827) ;
- 1827-1852 : John Talbot (1791 – 1852) ;
- 1852-1856 : Bertram Arthur Talbot (en) (1832 – 1856) ;
- 1856-1868 : Henry John Chetwynd-Talbot (1803 – 1868), 3e comte Talbot (en) ;
- 1868-1877 : Charles John Chetwynd-Talbot (1830 – 1877), 4e comte Talbot ;
- 1877-1921 : Charles Henry John Chetwynd-Talbot (1860 – 1921), 5e comte Talbot ;
- 1921-1980 : John George Charles Henry Alton Alexander Chetwynd-Talbot (en) (1914 – 1980), 6e comte Talbot ;
- depuis 1980 : Charles Henry John Benedict Crofton Chetwynd Chetwynd-Talbot (né en 1952), 7e comte Talbot ;

Son fils et héritier présomptif : James Chetwynd-Talbot, vicomte Ingestre (né en 1978).